# Carmelo Barbagallo
Carmelo Barbagallo (Termini Imerese, 12 maggio 1947) è un sindacalista italiano.

## Biografia
Barbagallo ha alle spalle una carriera lavorativa molto precoce, che iniziò quando il futuro sindacalista aveva solo otto anni. Dopo un periodo di sei anni in cui si alternarono lavoro minorile, apprendistato e lavoro in nero, trovò delle occupazioni saltuarie, la prima delle quali fu presso una concessionaria d'auto. All'età di quindici anni lavorò come aiutante nel negozio di un barbiere, passò poi all'impiego in un pastificio e successivamente in una cooperativa ittica e in un deposito postale. Infine venne assunto negli stabilimenti FIAT di Termini Imerese con la mansione di operaio specializzato. Negli stessi anni, iniziò la militanza nel Partito Socialista Italiano.
Queste sue esperienze lavorative, segnate dall'inizio prematuro e dalla varietà dei settori occupazionali e dei rapporti contrattuali, gli permisero di acquisire conoscenza del mondo del lavoro e delle relazioni fra operai e padroni. Alla Fiat ebbe inizio anche la sua formazione sindacale e la sua avventura nella UIL, dapprima come delegato di fabbrica per approdare alla guida dei metalmeccanici palermitani, in seguito segretario generale del capoluogo siciliano, poi segretario generale regionale e infine chiamato nel 2000 nella Segreteria Confederale a ricoprire il delicato ruolo di responsabile dell'organizzazione nazionale. Nell'aprile del 2012, in qualità di commissario straordinario ha sostituito Augusto Pascucci alla testa della UILCEM, in vista di soluzioni organizzative che prevedevano la fusione di due federazioni di categoria.
Quando svolgeva lavoro sindacale in Sicilia, le sue responsabilità unite alla fermezza nella denunzia della criminalità lo esposero a pesanti intimidazioni. Nel 1998 Domenico Geraci fu ucciso a Caccamo in un agguato di mafia. Le parole di condanna che Barbagallo pronunciò ai funerali del sindacalista furono fonte di minacce mafiose nei confronti della sua persona; in un'altra circostanza riuscì a scampare fortunosamente a una fucilata.
A conclusione del XVI Congresso Nazionale della UIL, tenutosi a Roma dal 19 al 21 novembre 2014, Carmelo Barbagallo è stato chiamato all’unanimità dal Consiglio federale dell’organizzazione a succedere a Luigi Angeletti nella carica Segretario Generale della confederazione. 
A inizio luglio del 2020 termina il proprio mandato di Segretario Generale della UIL (gli succede Pierpaolo Bombardieri), contestualmente viene eletto Segretario della UIL Pensionati.

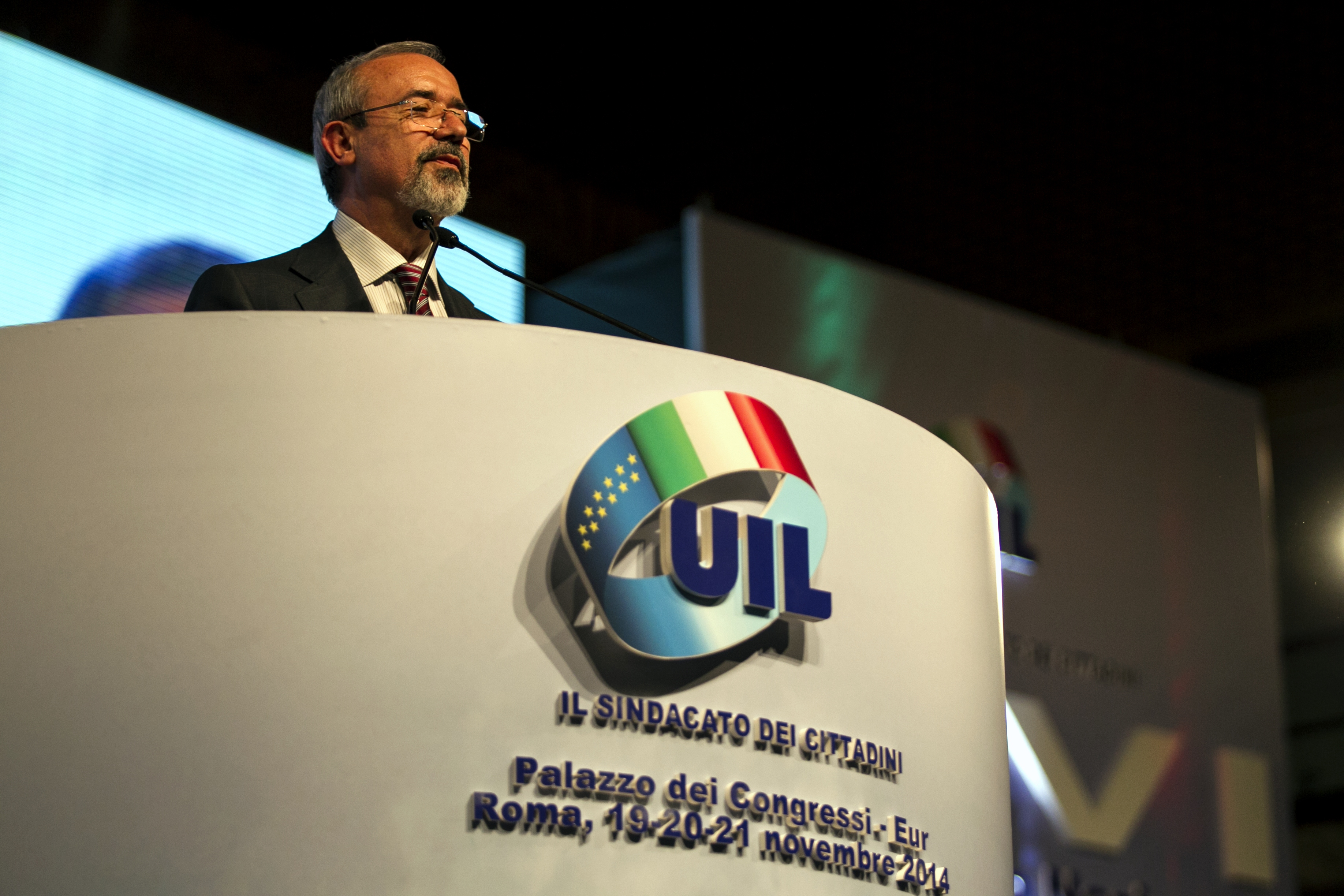
XVI Congresso UIL
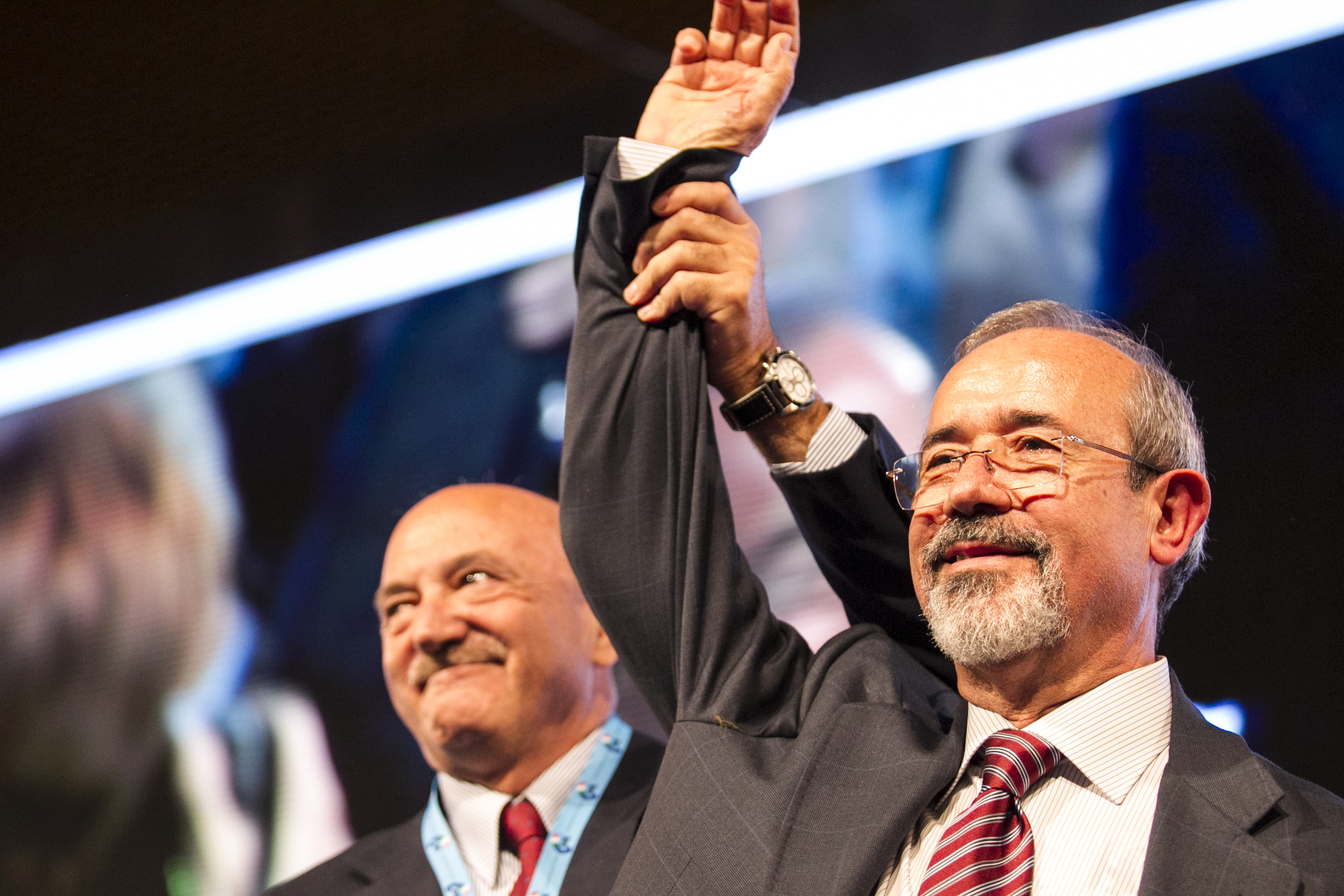